# Weihnachtspyramide (Johanngeorgenstadt)

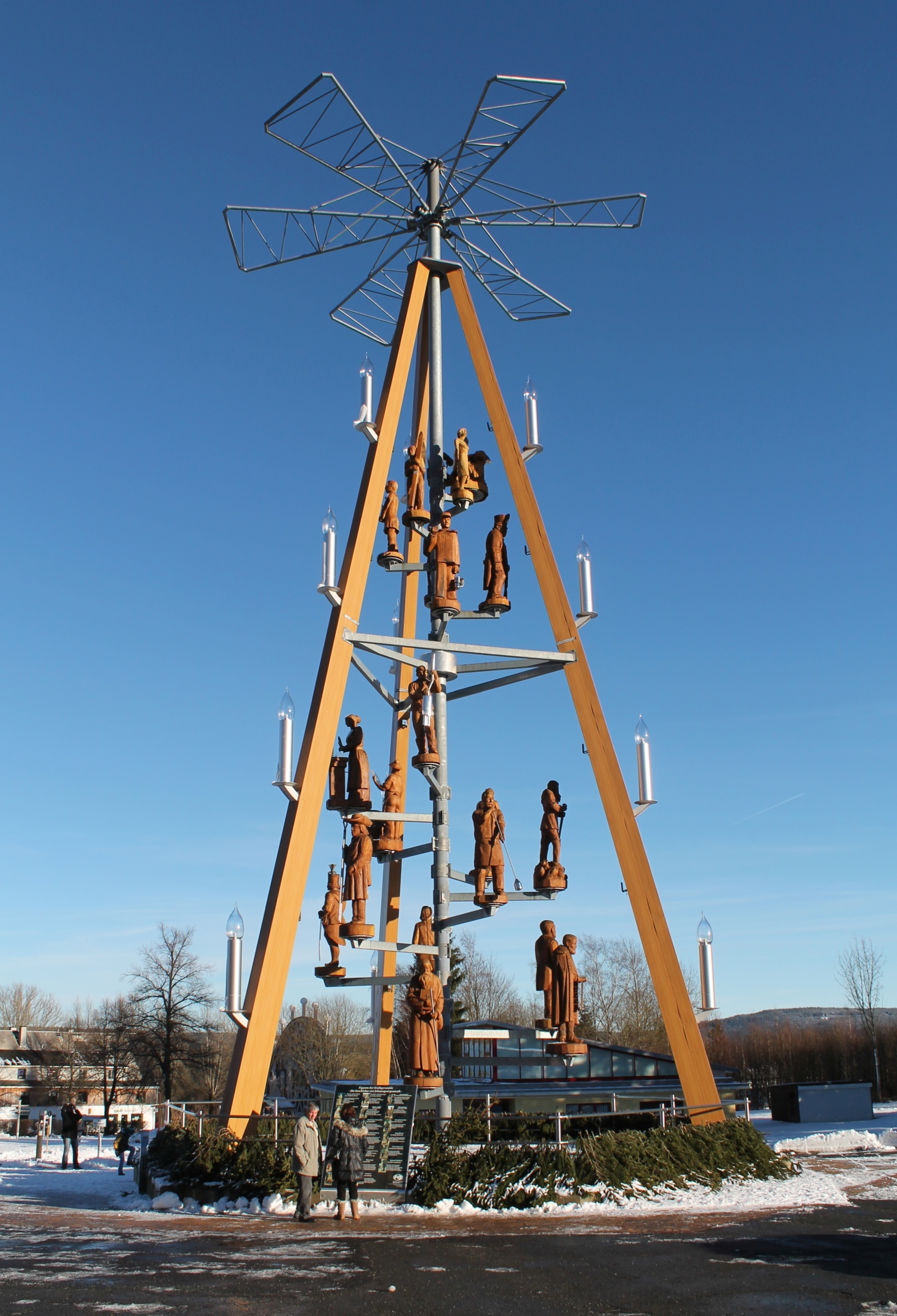
Großpyramide in Johanngeorgenstadt im Winter 2016

Die Weihnachtspyramide in Johanngeorgenstadt ist eine ganzjährig aufgestellte Großpyramide am Platz des Bergmanns in der sächsischen Stadt Johanngeorgenstadt. Mit einer Höhe von 25,52 Metern ist das Bauwerk die bislang größte Freiland-Pyramide weltweit.

## Vorgeschichte und Bau
Die Idee zum Bau hatte der ortsansässige Unternehmer Siegfried Ott. Gemeinsam mit der Fachgruppe Schnitzen des örtlichen Erzgebirgszweigvereins wurden Anfang des Jahres 2014 eine Reihe ausgewählter Holzbildhauer, Holzgestalter und Motorsägenschnitzer angeschrieben, um sie für das Projekt zu gewinnen. Schließlich wurde am 14. Juni 2014 das Vorhaben „weltgrößte Freilandpyramide“ samt Rahmenbedingungen 16 Künstlern – davon 14 aus Deutschland und zwei aus Tschechien – vorgestellt. Zudem wurden durch den Johanngeorgenstädter Heimatforscher Frank Teller die geplanten Motive von etwa 20 vorgesehenen Pyramidenfiguren mit geschichtlichem Bezug zur Stadt erläutert. Erste Zielstellung war die Durchführung eines Holzbildhauersymposiums, bei dem alle Figuren gefertigt werden sollten. 
Die Künstler erarbeiteten daraufhin ihre Figurenentwürfe, das Symposium wurde vom 2. bis 5. Oktober 2014 im Umfeld des Pferdegöpels abgehalten; insgesamt 25 aus Deutschland und Tschechien nahmen teil. – Zu den 20 Pyramidenfiguren kamen noch die Arbeiten von fünf tschechischen Bildhauern unter der Leitung von Jiri Lain aus Abertamy hinzu. Sie fertigten Figuren von etwa 1,60 m Höhe mit dem Motiv Christi Geburt. Diese Figurengruppe wurde in der Nähe der Pyramide aufgestellt.
Die Arbeiten zum Bau erfolgten mit Spatenstich am 27. August 2014. Bis September wurden die Arbeiten an der Grundplatte abgeschlossen, danach folgte bis Anfang Oktober der Aufbau des metallenen Gestells, anschließend wurde das Flügelrad aufgesetzt. Am 14. November wurden schließlich alle Figuren montiert. Am Sonnabend vor dem 3. Advent 2014 wurde die Pyramide, im Rahmen des Schwibbogenfestes, feierlich angeschoben.
Im folgenden Jahr erhielt die Pyramide ihre Beleuchtung in Form von stilisierten Pyramidenkerzen und die stählerne Stabkonstruktion eine hölzern anmutende Verkleidung.

## Konstruktion und Ausgestaltung
Die Grundplatte der Konstruktion hat einen hexagonalen Grundriss und besteht aus 500 Tonnen Stahlbeton. Das Pyramidengestell ist eine metallene Stabkonstruktion mit etwa 20 Tonnen Masse, wobei die drei Stäbe die Grundfläche eines gleichseitigen Dreiecks bilden. Das Gestell misst vom Sockel an 22,34 m, samt dem 11 m im Durchmesser messendem Flügelrad erreicht die Pyramide eine Gesamthöhe von 25,52 m. Die sechs Pyramidenflügel sind transparent gestaltet, was zu erwartenden Schnee- und Windlasten geschuldet ist. Die Welle bis zum Flügelrad läuft auf einem speziell gefertigten Kugellager in der Grundplatte, welches für maximal 30 Tonnen Druckspannung bemessen ist. 
Die elektrische Beleuchtung erfolgt einerseits mit zwölf stilisierten Pyramidenkerzen, jeweils vier auf der Außenseite eines Stabs des Gestells. Zudem werden die Figuren durch auf der Innenseite der Stäbe angebrachte Leuchten gezielt angestrahlt. 
Die 20 hölzernen, geschnitzten Figuren sind auf Kragarmen spiralförmig um die Welle angeordnet. Für die Figuren wurden insgesamt acht Tonnen Eichenholzstämme mit einem Durchmesser von bis zu 1,1 m verarbeitet. 
| Abbildung | Figur                                   | Höhe [m] | Bedeutung | Bildhauer            |
| --------- | --------------------------------------- | -------- | --- | -------------------- |
|           | Exulant auf der Flucht                  | 2,2      | Infolge der religionsrechtlichen Regelungen des Westfälischen Friedens von 1648 wurde die im Königreich Böhmen gelegene Bergstadt Platten katholisch. Der evangelische Teil der Bevölkerung wurde gezwungen, zum Katholizismus überzutreten oder das Land zu verlassen. Im Winter 1653/54 verließ der größte Teil Platten und gründete mit Genehmigung des sächsischen Kurfürsten unmittelbar hinter der benachbarten sächsischen Grenze am Fastenberg Johanngeorgenstadt. | Friedhelm Schelter   |
|           | Kurfürst Johann Georg I.                | 2,2      | Am 23. Februarjul. / 5. März 1654greg. wurde von Kurfürst Johann Georg I. die Gründung von Johanngeorgenstadt durch aus Platten und Umgebung vertriebene böhmische Exulanten am Fastenberg genehmigt. Er bestimmte, dass die neue Stadt seinen Namen tragen sollte. | Robby Schubert       |
|           | Schuldirektor Christian Friedrich Röder | 2,2      | Kantor und Schuldirektor der Stadt, Gründer des Erzgebirgszweigvereins, Mundartsinger und -dichter des Erzgebirges | Michael Rössel-Rothe |
|           | Dichter Max Schreyer                    | 2,2      | gebürtiger Johanngeorgenstädter, Oberforstrat in Pulsnitz, Dichter des Liedes Dar Vuglbärbaam | Paul Brockhage       |
|           | Johann'städter Bergmeister              | 2,2      | Der Bergmeister in der Uniform des Bergreviers Johanngeorgenstadt von 1786 steht symbolisch für den Silbererzbergbau. | Jesko Lange          |
|           | Wittigsthaler Hammerschmied             | 2,2      | Mit dieser Figur wird an das einstige Hammerwerk im Ortsteil Wittigsthal erinnert. | Dietmar Lang         |
|           | Jugler Glasbläser                       | 2,1      | In Jugel existierte seit 1571 eine Glashütte, in der u. a. Scheibenglas, Gläser und Humpen für den sächsischen Hof gefertigt wurden. | Peter Duus           |
|           | Steinbacher Zinnseifner                 | 2,1      | Überkniehohe Stiefel und Kapuzengewand sind Merkmale der Zinnseifner, die 1530 Steinbach gründeten, einen späteren Ortsteil der Stadt. | Jörg Bäßler          |
|           | Schatullentischler                      | 2        | Im 19. Jahrhundert wurden in Johanngeorgenstadt hochwertige Schatullen, teils mit wertvollen Intarsienarbeiten, getischlert. | Peter Eberlein       |
|           | Bergschmied                             | 2        | Der älteste bekannte Schwibbogen, datiert auf das Jahr 1740, entstand in Johanngeorgenstadt und wurde vom Bergschmied J. C. Teller gefertigt. | Uwe Demmrich         |
|           | Handschuhnäherin                        | 2        | Fabrikbesitzer Levi Cohn ist der Begründer der Glacéhandschuhindustrie (1868) in Johanngeorgenstadt, das in der Folge zu einem bedeutenden Produktionsstandort dieser Zunft in Europa wurde. | Tobias Michael       |
|           | Auspuffbauer                            | 2        | Diese Figur steht symbolisch für das Unternehmen FOX-Sportauspuffanlagen Blech Design GmbH und ihren Geschäftsführer Siegfried Ott, den Ideengeber und Finanzier der Pyramide und des Bildhauersymposiums. | Ronny Tschierske     |
|           | Wismutkumpel                            | 1,9      | Der Wismutkumpel verkörpert den Uranerzbergbau in Johanngeorgenstadt nach dem Zweiten Weltkrieg, der das Stadtbild nachhaltig geprägt hat. | Siegfried Ott        |
|           | Grenzer                                 | 1,9      | Die Figur symbolisiert die Lage an der Grenze zwischen Sachsen und Böhmen. Sie trägt die Uniform eines sächsischen Grenzaufsehers von 1835. | Heinz Günther        |
|           | Feuerwehrmann                           | 1,9      | Dieser steht für die Wehr der Bergstadt, die eine der ältesten im gesamten Erzgebirge ist. | Hartmut Rademann     |
|           | Heinz Eger                              | 1,9      | Gebürtiger Johanngeorgenstädter, der als Professor der Medizin Verdienste in der Kardiologe und Radiologe hat. | Andrej Löchel        |
|           | Skispringer                             | 1,8      | Er symbolisiert den WSV 08 Johanngeorgenstadt, dessen Talente und die Schanzenanlagen der Stadt. | Pavel Vitek          |
|           | Sommerfrischlerin                       | 1,8      | Sie steht für den Tourismus und ist bewusst im Stil der 1920er/30er Jahre gestaltet, in der die Stadt einen Urlauber-Boom vor allem durch die KdF-Reisen erlebte. | Volker Sesselmann    |
|           | Klöppelfrau                             | 1,5      | Das Klöppeln war traditionell ein Nebenerwerb in Bergmannsfamilien. | Holm Ludwig          |
|           | Schnitzer                               | 1,5      | Die Figur des Schnitzers ist Symbol für früheren Broterwerb, spätere Freizeitaktivität und erzgebirgische Traditionspflege. | Johannes Düring      |